# 1025

## Nașteri
- dată necunoscută: Anna de Kiev  (d. 1075)
- dată necunoscută: Agnes de Poitou  (d. 1077)
- dată necunoscută: Floris I de Olanda  (d. 1061)
- dată necunoscută: Rudolf de Rheinfelden  (d. 1080)
- dată necunoscută: Ioan Italos  (d. 1085)
- dată necunoscută: Richard I de Capua  (d. 1078)

## Decese
- 17 iunie: Boleslau I al Poloniei, primul rege al Poloniei (n. 967)
- Vasile al II-lea al Bizanțului, împărat bizantin din dinastia macedoneană (n. 958)